# Слабошпицкий, Мирослав Михайлович
Миросла́в Миха́йлович Слабошпи́цкий (укр. Мирослав Михайлович Слабошпицький; род. 17 октября 1974, Киев) — украинский кинорежиссёр и сценарист. Лауреат Государственной премии Украины имени Александра Довженко.

## Биография
Родился в семье украинского писателя и литературоведа Михаила Слабошпицкого. До 1982 года жил во Львове.
Окончил Киевский национальный университет театра, кино и телевидения имени И. К. Карпенко-Карого по специальности «режиссёр кино и телевидения».
Работал репортером криминальной хроники, писал сценарии для кино и телевидения. Один из его сценариев, «Чернобыльский Робинзон», в 2000 году стал дипломантом первого Всеукраинского конкурса сценариев «Коронация слова».
В начале 1990-х годов работал на киностудии им. Довженко. С 2000 г. — член Национального союза кинематографистов Украины. Был вице-президентом Ассоциации молодых кинематографистов Украины.
В 2002 году из-за конфликта с председателем Государственной службы кинематографии Анной Чмиль уехал в Санкт-Петербург, где работал сценаристом и вторым режиссёром над рядом проектов. Дебютный короткометражный фильм «Инцидент» участвовал в конкурсных программах 27 фестивалей в 17 странах мира (Бельгия, Испания, Италия, Великобритания, Парагвай, Греция, Чехия, Венгрия, Румыния, Сербия, Россия и др.) и получил приз на кинофестивале в Алгарви (Португалия) .
Февраль 2009 — второй короткометражный фильм Мирослава Слабошпицкого «Диагноз» попал в конкурс Берлинского кинофестиваля (первый украинский фильм на Берлинале за семь лет).
Февраль 2010 года — ещё одна короткометражная работа автора («Глухота») попала в конкурсную программу Берлинале.
Август 2012 — 23-минутный фильм Мирослава Слабошпицкого «Ядерные отходы», снятый в рамках проекта «Украина, goodbye», получил «Серебряного леопарда» в программе «Леопард будущего» Международного кинофестиваля в Локарно.
21 мая 2014 года в рамках Каннского кинофестиваля состоялась премьера первого полнометражного фильма Мирослава Слабошпицкого Племя о глухонемых подростках, фильм получил три награды, приз фонда Ган, приз «Открытие» и Гран-при.
15 июня 2014 года фильм Племя получил гран-при VIII международного кинофестиваля им. Андрея Тарковского «Зеркало», проходящего в г. Иваново. Ему же досталась специальная награда журнала «Сеанс» имени Сергея Добротворского.

## Фильмография
Как ассистент режиссера
1. 2007 — Преступление и наказание (мини-сериал для телевидения)

Актёрские работы
1. 1995 — Сокирра
2. 1999 — Поэт и княжна — эпизод
3. 2016 — Моя бабушка Фанни Каплан

Режиссёрские работы
1. 1995 — Сторож (короткометражный)
2. 2005 — Инцидент (короткометражный)
3. 2009 — Диагноз (короткометражный)
4. 2009 — Мудаки. Арабески (короткометражка «Глухота»)
5. 2012 — Ядерные отходы (короткометражный)
6. 2014 — Племя
7. 2026 — The Tiger
8. 2026 — Occupation
9. 2026 — Animals of War

Сценарист
1. 2010 — Глухота (короткометражный)
2. 2012 — Ядерные отходы (короткометражный)
3. 2014 — Племя